# مک‌کالوم (نام خانوادگی)
مک‌کالوم یک نام خانوادگی اسکاتلندی است و ممکن است به یکی از افراد مشهور با این نام خانوادگی اشاره داشته باشد:
- دیوید مک‌کالوم
- جوانا مک‌کالوم
- جان مک‌کالوم
- ریک مک‌کالوم